# Nepalese pnoepyga
De Nepalese pnoepyga (Pnoepyga immaculata)  is een zangvogel uit de familie Pnoepygidae. Het is een klein vogeltje met een korte staart dat voorkomt in het Himalayagebied.

## Kenmerken
De vogel is 8,5 tot 10 cm lang. Het vogeltje lijkt staartloos, is overwegend olijfbruin en het verenkleed heeft het patroon van visschubben. Gemiddeld is de vogel lichter van onder dan van boven. Er bestaan donkere en relatief lichte variëteiten.

## Verspreiding en leefgebied
De vogel komt voor in de Himalaya in Nepal en Noord-India. Het leefgebied bestaat uit dichte ondergroei in rotsig terrein zoals met kruidige vegetatie en dicht struikgewas begroeide bergkloven en beekjes. De vogel broedt in montaan gebied tussen de 1730 en 3100 m boven de zeespiegel. 's Winters trekt de vogel naar lager gelegen terrein tot op 250 m.

## Status
De grootte van de populatie is niet gekwantificeerd. De vogel is redelijk algemeen. Om deze reden staat de Nepalese pnoepyga als niet bedreigd op de Rode Lijst van de IUCN.